# Maxence Perrin
Maxence Perrin Sennak (nacido en 1 de abril de 1995) es un actor francés conocido por su papel en Les choristes (Los chicos del coro) como Pépinot, un niño de corta edad, al que le dicen que sus padres vendrán a buscarlo el sábado cuando, en realidad, ellos han muerto en la Segunda Guerra Mundial. Además, ha interpretado personajes en Petit Homme y For Intérieur.
Es el hijo del actor y productor Jacques Perrin.

## Filmografía

### Cine
- París, París (faubourg 36): 2008: Jojo
- Les Choristes: 2004: Pépinot
- La Posesión de Andrea Pascual : 2010–2011 : Él mismo

### Televisión
- Petit homme: 2005: Malo

### Cortometrajes
- For intérieur: 2005: Criquet

### Apariciones Televisivas
- J'ai rêvé d'un autre monde: 2005 una única aparición
- Phenomania: 2005: reportaje
- On a tout essayé: 2004 una única aparición

- Datos: Q953208